# Daniel Paschasius von Osterberg

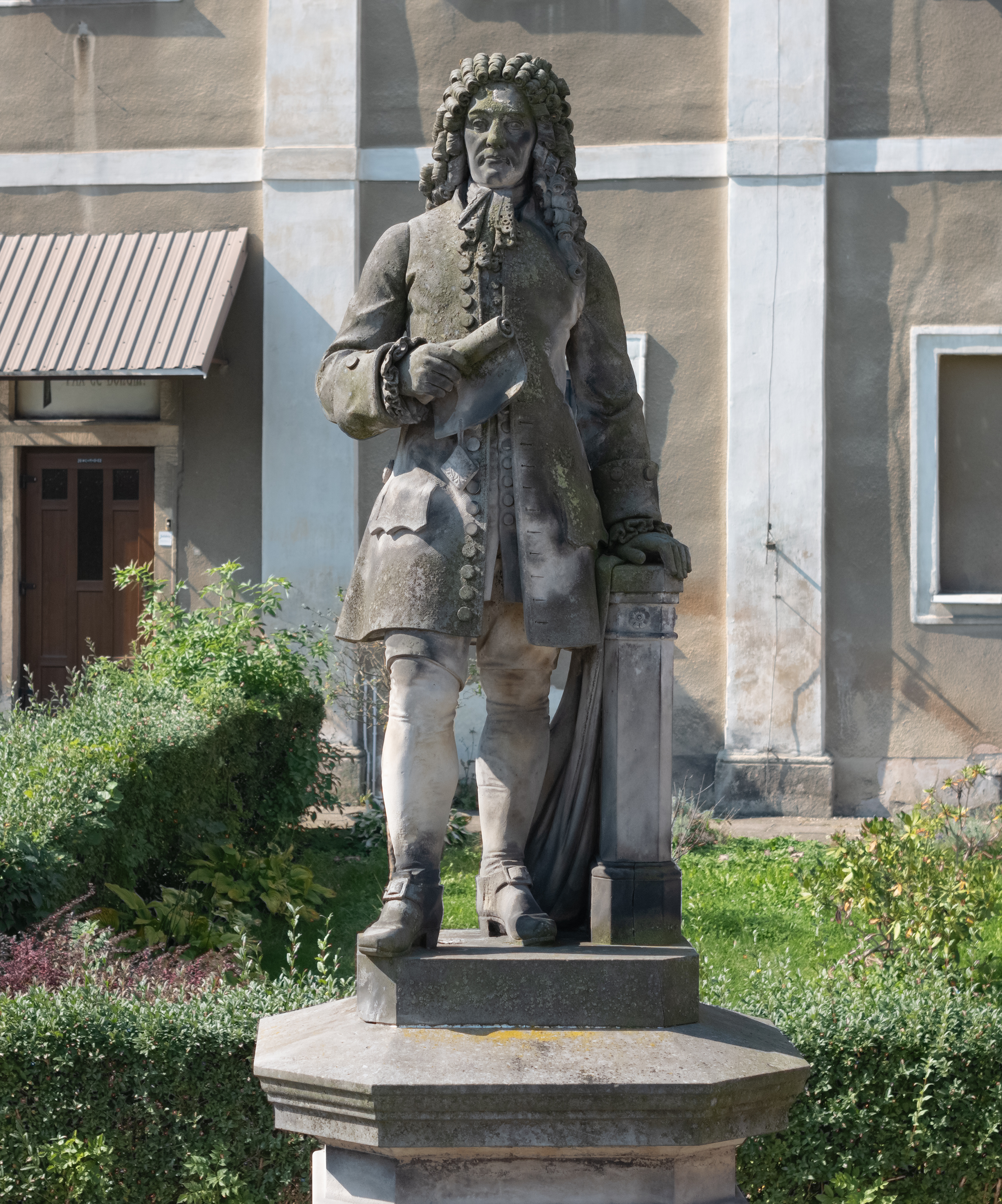
Daniel Paschasius von Osterberg, Denkmal in Albendorf

Daniel Paschasius von Osterberg (auch Daniel Paskas von Osterberg; tschechisch Daniel Pascasius z Osterberku; * 1634 in Troppau, Herzogtum Troppau; † 31. Mai 1711 in Albendorf) war ein Grundherr und Förderer des Wallfahrtsortes Albendorf in der Grafschaft Glatz.

## Leben
Daniel Paschasius von Osterberg entstammte einer ehemals venezianischen Kaufmannsfamilie, die sich um 1600 in Böhmen niederließ und dort durch Handel und Dienste für den kaiserlichen Hof reich wurde. Sein Vater Jeremias Paschasius Osterberger war Tuchmacher in Troppau, wo er das Bürgerrecht besaß und Ratsherr war. Daniel Paschasius wurde zusammen mit seinem Bruder von Jesuiten erzogen und studierte Rechtswissenschaften an der Karlsuniversität Prag. 1665 wurde er Kaiserlicher Rat und Assessor des königlichen Mannrechts im Fürstentum Glogau. Dort besaß er bis 1695 das Rittergut Golgowitz. Am 21. Juli 1674 erhob ihn Kaiser Leopold I. in seiner Eigenschaft als König von Böhmen mit dem Prädikat von Osterberg in den böhmischen Ritterstand. 1675 schenkte ihm der Reichsgraf Michael Wenzel von Althann auf Mittelwalde, dessen Hofmeister er war, das Gut Möhlten in der Nähe von Niedersteine. 
Am 10. Januar 1676 heiratete Daniel Paschasius in Prag die böhmische Adelige Elisabeth von Zdraziste († 1717) und erwarb im Jahr darauf die Herrschaft Niederrathen, zu der auch die Albendorfer Rittergüter gehörten. 1684 kaufte er das Dorf Oberrathen hinzu und verkaufte ein Jahr später das Gut Möhlten. Weitere Güter soll er in Oberschlesien besessen haben. Wie die anderen Grafschafter Adligen (Herberstein, Götzen, Althann) stand Daniel Paschasius uneingeschränkt auf Seiten der Habsburger und unterstützte deren Bemühungen um die Rekatholisierung des Landes.
Gleich nach Erwerb der Herrschaft Niederrathen bemühte sich Daniel Paschasius um die Förderung des Wallfahrtsortes Albendorf, dessen Tradition in den Wirren der Reformation untergegangen war und erst um 1660 allmählich wieder aufgenommen wurde. 1677 wandte er sich an das Konsistorium des zuständigen Erzbistums Prag und bat um die Wiederanstellung eines katholischen Priesters. Da nach Feststellung des Konsistoriums die Pfarreieinkünfte unzureichend waren, stiftete Paschasius ein Ackerland, das der Pfarrwidmut zugeschlagen wurde. Dadurch erreichte er, dass der Prager Erzbischof Johann Friedrich von Waldstein 1679 Albendorf zur selbständigen Pfarrei erhob, das bis dahin zur Pfarrei Wünschelburg gehört hatte. Da die damalige Kirche den Bedürfnissen einer Wallfahrtskirche nicht mehr entsprach, sollte im selben Jahr ein Erweiterungsbau mit Kapellen und Umgängen in Angriff genommen werden, der jedoch technisch schwierig und mit großen Unkosten verbunden gewesen wäre.
Daniel Paschasius soll zwei Pilgerreisen nach Jerusalem unternommen haben. Um seinen Untergebenen und den Albendorf-Pilgern, die das Heilige Land nicht besuchen konnten, einen Ersatz zu bieten, errichtete er 1683–1709 in Albendorf eine topographische Nachbildung Jerusalems. Hierzu wurden neben Einsiedeleien und Herbergen für Pilger ein Kalvarienberg mit mehreren Kapellen sowie auf dem südlich gelegenen Hügel „Berg Sinai“ Kapellen mit Darstellungen aus dem Alten Testament errichtet. Wegen dieser Anlagen wird Albendorf bis heute als das „Schlesische Jerusalem“ bezeichnet.
1687 gründete Paschasius die Albendorfer Kirchenmusiker-Fundation und stellte sechs Kirchenmusiker an. Er selbst dichtete und komponierte das Wallfahrtslied „Freu dich, du Albendorfische Jungfrau“. 1693 führte er nach Oberammergauer Vorbild Passionsspiele auf, bei denen die Dorfbevölkerung mitwirkte. Zur weiteren Förderung der Wallfahrt veranlasste er 1695 den Druck des Bandes „Marianischer Gnadenthron Unserer lieben Frau zu Albendorf“, das die Sagen über die Entstehung der Wallfahrt und die verzeichneten Wunder enthielt und das er dem Kaiser Leopold I. widmete. Auch das 1698 erschienene Buch „Vorstellung des Leidens und Sterbens Jesu Christi zu Albendorf“ trug zur Bekanntheit Albendorfs bei. Vermutlich wegen finanzieller Schwierigkeiten wurde erst 1695 der Neubau der dreischiffigen Basilika in Angriff genommen, deren Fertigstellung fast 15 Jahre dauerte. Sie wurde am 12. Juli 1710 eingeweiht, musste jedoch schon 1715, vier Jahre nach Paschasius' Tod, wegen Baufälligkeit geschlossen werden. 
Daniel Paschasius starb im Alter von 77 Jahren und wurde in der Gruft der Albendorfer Wallfahrtskirche beigesetzt. Er hinterließ die Söhne Johann Anton und Franz Laubert, die nach dem Tod ihres Vaters in den Freiherrenstand erhoben wurden, sowie die Töchter Katharina Beatrix, verh. seit 1711 mit Vincenti Pilaty von Thassul, Anna Constantia, verh. Oppersdorff und Maria Elisabeth, verh. Celary. In seinem am 17. Mai 1709 errichteten Testament vermachte er mehrere Stiftungen, u. a. für den Albendorfer Kirchenbau, die Glatzer Pfarrkirche Mariä Himmelfahrt und die Bruderschaft St. Clement in Prag. Die Güter Albendorf, Ober- und Niederrathen erbte sein älterer Sohn Johann Anton, der mit Anna Theresia von Eichholz verheiratet war, die Güter in Oberschlesien der jüngere Sohn Franz Laubert. Mit seinem Enkel Emanuel von Osterberg († 1761 Niederhannsdorf) erlosch die Familie der Freiherren von Osterberg.

## Werke
- Marienlied Freu dich, du Albendorfische Jungfrau
- Marianischer Gnadenthron Unserer lieben Frau zu Albendorf, Jauer 1695
- Vorstellung des Leidens und Sterbens Jesu Christi zu Albendorf, Glatz 1717[6]
- Wallfahrtsgesang bey Besuchung der Kapellen in Mariae Albendorf [Allen des bittern Leidens Christi und seiner schmerzvollen Mutter Mariä eifrigen Verehrern zu großen Seelennutzen in Druck befördert worden], 1780[7]
- Pisně pautnické Nawsstěwowánj Kaplich V Milostiwého Obrazu Marye Panny w Wambeřicych ... od w Pánu zesnuleho Pána Danihele Pascasia z Osterberku založené, a wystawené sauce : k Wraucnému rozgimánj přehořkého Vmučenj, smrti Krysta Gežjsse ...., gedruckt bei Franz Pompejus, Glatz 1799 [W Glaczku, Wytisstěno u Frantisska Pompejusa] 1799[8][9]